# Halophila engelmannii
Halophila engelmannii là một loài thực vật có hoa trong họ Hydrocharitaceae. Loài này được Asch. mô tả khoa học đầu tiên năm 1875.